# Hotel Central (Bečov nad Teplou)
Hotel Central, známý také jako Měšťanský dům (německy Bürgerhaus), je někdejší luxusní hotel v Bečově nad Teplou na adrese U Trati 336. Budova za svou historii sloužila vícero účelům, od 90. let 20. století však soustavně chátrá. Od roku 2014 je zapsána jako kulturní památka.

## Historie

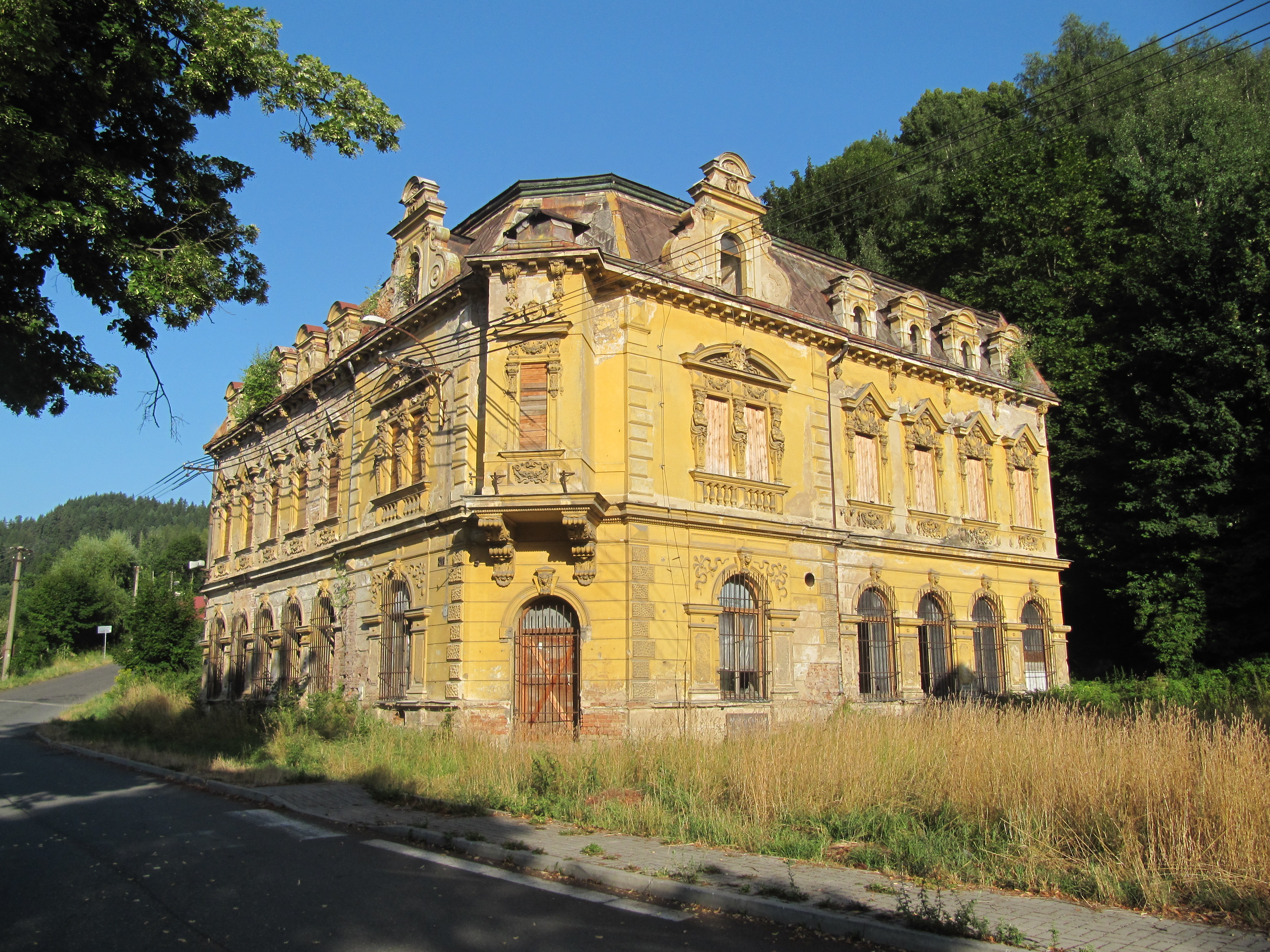
Budova z druhé strany

Prvním majitelem domu byl v roce 1876 Georg Röhm. 23. května 1892 jej prodal Marii Schmidtové. Budova byla následně rozsáhle přestavěna v novobarokním duchu se secesními prvky. Po dokončení úprav dům roku 1901 koupil Franz Bachmann, Němec židovského původu, a zahájil zde provoz luxusního hotelu s restaurací, což sebou neslo další přestavby. Bachmann zároveň mohl využít výhodné polohy hotelu ležícího v těsné blízkosti bečovského nádraží dokončeného spolu s železniční tratí Karlovy Vary – Mariánské Lázně roku 1898. Tento později slavný hotel navštívilo mnoho osobností, včetně rakousko-uherského císaře Františka Josefa I. či československého prezidenta T. G. Masaryka. Počet návštěvníků dosáhl svého vrcholu ve 20. letech 20. století. 
Po událostech Mnichovské dohody a záboru Sudet Nacistickým Německem, včetně vztažení platnosti tzv. Norimberských zákonů, se Bachmannův židovský původ stal společensky problematickým,  Bachmannovi se jej nicméně podařilo až do konce druhé světové války utajit.
V roce 1945 byl Bachmann a jeho rodina jakožto Němci odsunuti v rámci poválečného vysídlení Němců z Československa a jejich rodinný majetek, včetně hotelu, byl zkonfiskován. Hned po válce byli v domě ubytováni vojáci Rudé armády. Po jejich odchodu byl hotel znárodněn a byli zde ubytováni horníci z okolních uhelných oblastí. Ti zde bydleli do poloviny 50. let, přičemž objekt zanechali částečně zdevastovaný. Neutěšený stav opuštěné budovy byl změněn roku 1978, kdy byla stavba občany Bečova a okolí stavba v rámci tzv. akce Z svépomocně přeměněna na poštu s kavárnou.
Po Sametové revoluci bylo pro československý stát nadále neudržitelné budovu provozovat a byla nabídnuta k prodeji. 29. října 1991 získala nemovitost společnost Agro Karlovy Vary za částku 54 791 korun. Ve 20. letech 21. století se hotel nachází ve vlastnictví několika společností a jeho technický stav je havarijní.

## Architektura
Budova je velká čtvercová budova postavená v novobarokním slohu se secesními prvky. Rohové průčelí nese dvoupatrový arkýř, kdysi korunováný cibulovou věžovitou střechou, která ve druhé polovině 20. století zanikla. Jižní fasáda má šest os, dále je východní osa. Špaletová okna jsou zabudována do fasády. Pokoje v přízemí byly bohatě vyzdobeny a nachází se zde také historický krbový sloup. Parapety jsou opatřeny kónickým zábradlím a zobrazují některé barokní postavy se zobrazeným písmenem „S“.